# El Barrero de Porqueriza
El Barrero de Porqueriza es una localidad del municipio de La Mata de Ledesma, en la comarca de Tierra de Ledesma, provincia de Salamanca, España. 

## Demografía
En 2017 El Barrero de Porqueriza contaba con una población de 1 habitante (INE 2017).
| Gráfica de evolución demográfica de El Barrero de Porqueriza entre 2000 y 2017           |
|                                                                                          |
| Fuente: Instituto Nacional de Estadística de España - Elaboración gráfica por Wikipedia. |